# ドラゴンファイヤー
ドラゴンファイヤーは日本の競走馬である。主な勝ち鞍に2007年のシリウスステークス。全兄にユニコーンステークスの優勝馬ナイキアースワークがいる。馬名の由来は「龍+炎」。

## 経歴
2004年のセレクトセール当歳にて3800万円で落札された。
2006年11月にデビューし、2番人気で2着だった。2007年、デビュー2戦目の未勝利戦で初勝利。その後デビュー5戦目となる500万下特別戦を2着に5馬身差をつけて勝利すると、続いてユニコーンステークスに向かった。しかし、レース直前に故障のため競走除外となる。その後は古馬に混じってのレースが続いたが麒麟山特別、オークランドレーシングクラブトロフィーと条件戦を連勝し、シリウスステークスに出走。このレースは前年のジャパンカップダート馬アロンダイトの復帰戦としても注目を集めた。レースでは中団を進み、直線で馬群に囲まれて立往生したものの、直線半ば過ぎでようやく前が開くと、一気に抜け出して重賞初勝利を収めた。このシリウスステークスの勝ち方から、続く第8回ジャパンカップダートでは2番人気に支持されたが、6着に敗れた。レース後は水野馬事センターに放牧された。
帰厩後、2008年は平安ステークスから始動するが、9着に敗れた。次走はフェブラリーステークスに登録を行い、当初は除外対象であったが、ダイワスカーレットが直前に回避したため出走が可能となった。しかし結果は9着だった。さらに続くマーチステークスでも9着と、不調が続いていたが、アンタレスステークスで2着に入り、復調をうかがわせる。しかしエルムステークスでは6着、連覇を狙うシリウスステークスでは5着に敗れる。
続くオープン特別ブラジルカップでは6着に敗れた。次走は初の芝レースとなるステイヤーズステークス。しかし、人気通りの5着だった。
2009年はダイヤモンドステークスから始動するが、7着に敗れた。その後、久々のダート戦となった仁川ステークスでは4着だった。その後、6月の福島テレビオープンに出走したが、5着に敗れた。
2011年3月6日の仁川ステークスで1年9カ月ぶりに実戦復帰したが13着に敗れた。その後JRAの競走馬登録を抹消され、大井の月岡健二厩舎へ移籍した。移籍緒戦のゆりかもめオープンは6着、続くサンタアニタトロフィーは13着に敗れた。その後、現役を引退した。

## 競走成績
| 年月日 | 年月日 | 年月日 | 競馬場 | 競走名          | 格       | 頭数 | 枠番 | 馬番 | オッズ （人気） | オッズ （人気） | 着順 | 騎手     | 斤量 [kg] | 距離（馬場）  | タイム （上り3F） | タイム差 | 勝ち馬/（2着馬）     |
| ------ | ------ | ------ | ------ | --------------- | -------- | ---- | ---- | ---- | --------------- | --------------- | ---- | -------- | --------- | ------------- | ----------------- | -------- | -------------------- |
| 2006.  | 11.    | 11     | 東京   | 2歳新馬         |          | 15   | 7    | 12   | 004.4           | 0（2人）        | 02着 | 田中勝春 | 55        | ダ1600m（良） | 1:41.0 (37.8)     | -0.2     | オリエンタルカーン   |
| 2007.  | 02.    | 10     | 東京   | 3歳未勝利       |          | 16   | 2    | 4    | 004.0           | 0（2人）        | 01着 | 田中勝春 | 56        | ダ1600m（良） | 1:39.5 (36.3)     | -0.3     | （ベルグミサイル）   |
|        | 03.    | 17     | 中山   | 3歳500万下      |          | 13   | 6    | 8    | 003.9           | 0（2人）        | 05着 | 田中勝春 | 56        | ダ1800m（良） | 1:56.2 (39.5)     | -1.3     | コマンドールクロス   |
|        | 04.    | 15     | 福島   | 滝桜賞          | 500万下  | 15   | 2    | 3    | 002.3           | 0（1人）        | 02着 | 木幡初広 | 56        | ダ1700m（良） | 1:47.7 (38.1)     | -0.5     | ヒシカツリーダー     |
|        | 05.    | 12     | 東京   | 3歳500万下      |          | 10   | 4    | 4    | 002.3           | 0（1人）        | 01着 | 田中勝春 | 56        | ダ1600m（良） | 1:36.8 (37.2)     | -0.9     | タカラトゥルー       |
|        | 06.    | 02     | 東京   | ユニコーンS     | JpnIII   | 15   | 3    | 5    |                 |                 | 除外 | 田中勝春 | 56        | ダ1600m（良） |                   |          | ロングプライド       |
|        | 07.    | 21     | 新潟   | 麒麟山特別      | 1000万下 | 15   | 3    | 5    | 002.0           | 0（1人）        | 01着 | 田中勝春 | 54        | ダ1800m（重） | 1:50.5 (37.2)     | -0.6     | （ウィストラム）     |
|        | 09.    | 09     | 阪神   | オークランドRCT | 1600万下 | 8    | 8    | 8    | 001.8           | 0（1人）        | 01着 | 松岡正海 | 54        | ダ1800m（良） | 1:53.2 (36.1)     | -0.2     | （クリーン）         |
|        | 09.    | 29     | 阪神   | シリウスS       | GIII     | 13   | 3    | 3    | 001.8           | 0（1人）        | 01着 | 福永祐一 | 53        | ダ2000m（良） | 2:05.1 (36.8)     | -0.2     | （ラッキーブレイク） |
|        | 11.    | 24     | 東京   | JCダート        | GI       | 16   | 6    | 12   | 005.6           | 0（2人）        | 06着 | 田中勝春 | 55        | ダ2100m（良） | 2:07.9 (37.2)     | -1.2     | ヴァーミリアン       |
| 2008.  | 01.    | 27     | 京都   | 平安S           | GIII     | 16   | 2    | 3    | 003.6           | 0（2人）        | 09着 | 福永祐一 | 56        | ダ1800m（稍） | 1:51.5 (36.4)     | -0.5     | クワイエットデイ     |
|        | 02.    | 24     | 東京   | フェブラリーS   | GI       | 16   | 4    | 7    | 014.8           | 0（6人）        | 09着 | 安藤勝己 | 57        | ダ1600m（良） | 1:37.1 (36.8)     | -1.8     | ヴァーミリアン       |
|        | 03.    | 30     | 中山   | マーチS         | GIII     | 16   | 8    | 15   | 011.1           | 0（3人）        | 09着 | 蛯名正義 | 56        | ダ1800m（良） | 1:53.1 (39.0)     | -1.5     | ナナヨーヒマワリ     |
|        | 04.    | 27     | 京都   | アンタレスS     | GIII     | 16   | 6    | 11   | 028.9           | 0（8人）        | 02着 | 福永祐一 | 57        | ダ1800m（良） | 1:50.7 (36.0)     | -0.2     | ワンダースピード     |
|        | 09.    | 13     | 札幌   | エルムS         | JpnIII   | 12   | 6    | 8    | 009.4           | 0（5人）        | 06着 | 福永祐一 | 57        | ダ1700m（良） | 1:43.7 (36.8)     | -0.8     | フェラーリピサ       |
|        | 10.    | 04     | 阪神   | シリウスS       | GIII     | 16   | 1    | 2    | 004.6           | 0（2人）        | 05着 | 福永祐一 | 56        | ダ2000m（良） | 2:04.7 (37.1)     | -0.9     | マイネルアワグラス   |
|        | 11.    | 01     | 東京   | ブラジルC       | OP       | 16   | 6    | 11   | 004.9           | 0（3人）        | 06着 | 蛯名正義 | 56        | ダ2100m（良） | 2:09.9 (37.5)     | -0.3     | マイネルアワグラス   |
|        | 12.    | 06     | 中山   | ステイヤーズS   | GII      | 16   | 3    | 5    | 010.0           | 0（5人）        | 05着 | 蛯名正義 | 57        | 芝3600m（良） | 3:48.6 (35.4)     | -0.5     | エアジパング         |
| 2009.  | 02.    | 15     | 東京   | ダイヤモンドS   | GIII     | 16   | 4    | 7    | 013.3           | 0（8人）        | 07着 | 蛯名正義 | 56        | 芝3400m（良） | 3:31.0 (38.3)     | -1.6     | モンテクリスエス     |
|        | 03.    | 08     | 阪神   | 仁川S           | OP       | 13   | 7    | 10   | 007.3           | 0（5人）        | 04着 | 藤田伸二 | 56        | ダ2000m（良） | 2:05.9 (36.1)     | -0.2     | エスケーカントリー   |
|        | 06.    | 21     | 福島   | 福島テレビOP    | OP       | 15   | 3    | 5    | 010.0           | 0（7人）        | 05着 | 田辺裕信 | 56        | 芝1800m（重） | 1:49.3 (36.2)     | -0.4     | トーホウレーサー     |
| 2011.  | 03.    | 06     | 阪神   | 仁川S           | OP       | 14   | 8    | 13   | 237.7           | （12人）        | 13着 | 高倉稜   | 56        | ダ2000m（良） | 2:08.7 (40.7)     | -5.0     | ワンダーアキュート   |
|        | 07.    | 14     | 大井   | ゆりかもめOP    |          | 9    | 7    | 7    | 004.5           | 0（2人）        | 06着 | 真島大輔 | 57        | ダ1800m（良） | 1:54.5 (37.2)     | -1.3     | ラインジュエル       |
|        | 08.    | 03     | 大井   | サンタアニタT   | G3       | 16   | 6    | 12   | 042.5           | （10人）        | 13着 | 真島大輔 | 58        | ダ1800m（良） | 1:55.2 (40.3)     | -3.4     | カキツバタロイヤル   |

## 血統表
| ドラゴンファイヤーの血統（ロベルト系（ヘイルトゥリーズン系） / Never Bend5x4=9.38%、Nasrullah5x5=6.25%） | ドラゴンファイヤーの血統（ロベルト系（ヘイルトゥリーズン系） / Never Bend5x4=9.38%、Nasrullah5x5=6.25%） | ドラゴンファイヤーの血統（ロベルト系（ヘイルトゥリーズン系） / Never Bend5x4=9.38%、Nasrullah5x5=6.25%） | （血統表の出典）         | （血統表の出典） |
| 父 *ブライアンズタイム Brian's Time 1985 黒鹿毛                                                          | 父の父Roberto 1969 鹿毛                                                                                  | Hail to Reason                                                                                           | Turn-to                  | Turn-to          |
| 父 *ブライアンズタイム Brian's Time 1985 黒鹿毛                                                          | 父の父Roberto 1969 鹿毛                                                                                  | Hail to Reason                                                                                           | Nothirdchance            |                  |
| 父 *ブライアンズタイム Brian's Time 1985 黒鹿毛                                                          | 父の父Roberto 1969 鹿毛                                                                                  | Bramalea                                                                                                 | Nashua                   | Nashua           |
| 父 *ブライアンズタイム Brian's Time 1985 黒鹿毛                                                          | 父の父Roberto 1969 鹿毛                                                                                  | Bramalea                                                                                                 | Rarelea                  |                  |
| 父 *ブライアンズタイム Brian's Time 1985 黒鹿毛                                                          | 父の母Kelley's Day 1977 鹿毛                                                                             | Graustark                                                                                                | Ribot                    | Ribot            |
| 父 *ブライアンズタイム Brian's Time 1985 黒鹿毛                                                          | 父の母Kelley's Day 1977 鹿毛                                                                             | Graustark                                                                                                | Flower Bowl              |                  |
| 父 *ブライアンズタイム Brian's Time 1985 黒鹿毛                                                          | 父の母Kelley's Day 1977 鹿毛                                                                             | Golden Trail                                                                                             | Hasty Road               | Hasty Road       |
| 父 *ブライアンズタイム Brian's Time 1985 黒鹿毛                                                          | 父の母Kelley's Day 1977 鹿毛                                                                             | Golden Trail                                                                                             | Sunny Vale               |                  |
| 母 マジカルウーマン 1997 栃栗毛                                                                          | 母の父*パラダイスクリーク Paradise Creek 1989 黒鹿毛                                                     | Irish River                                                                                              | River Man                | River Man        |
| 母 マジカルウーマン 1997 栃栗毛                                                                          | 母の父*パラダイスクリーク Paradise Creek 1989 黒鹿毛                                                     | Irish River                                                                                              | Irish Star               |                  |
| 母 マジカルウーマン 1997 栃栗毛                                                                          | 母の父*パラダイスクリーク Paradise Creek 1989 黒鹿毛                                                     | North Of Eden                                                                                            | Northfields              | Northfields      |
| 母 マジカルウーマン 1997 栃栗毛                                                                          | 母の父*パラダイスクリーク Paradise Creek 1989 黒鹿毛                                                     | North Of Eden                                                                                            | *ツリーオブノレッジ      |                  |
| 母 マジカルウーマン 1997 栃栗毛                                                                          | 母の母ブレイブウーマン 1985 鹿毛                                                                         | *ブレイヴェストローマン                                                                                  | Never Bend               | Never Bend       |
| 母 マジカルウーマン 1997 栃栗毛                                                                          | 母の母ブレイブウーマン 1985 鹿毛                                                                         | *ブレイヴェストローマン                                                                                  | Roman Song               |                  |
| 母 マジカルウーマン 1997 栃栗毛                                                                          | 母の母ブレイブウーマン 1985 鹿毛                                                                         | チヨダフジ                                                                                               | *ファバージ              | *ファバージ      |
| 母 マジカルウーマン 1997 栃栗毛                                                                          | 母の母ブレイブウーマン 1985 鹿毛                                                                         | チヨダフジ                                                                                               | ワールドハヤブサ F-No.12 |                  |

母系はビューチフルドリーマー系から分枝した千代田牧場伝統の名牝系で、5代母ワールドハヤブサから続く各系統からはニッポーテイオーやビクトリアクラウンなどを始め、多くの活躍馬が出ている。

### 主な近親
- コクトジュリアン（クリスタルカップ）
- ブラボーグリーン（京阪杯）
- ナイキアフリート（珊瑚冠賞）